# Dialogue entre les Églises de tradition syriaque

Divisions entre les Églises syriaques du Moyen-Orient.

Depuis les années 1990, un dialogue œcuménique se développe entre les Églises de tradition syriaque, bien qu'elles restent de confessions différentes : Églises des deux conciles héritières de l'ancienne Église de l'Orient, Églises des trois conciles ou Églises catholiques orientales héritières de l'ancienne Église d'Antioche. Toutes partagent un héritage culturel commun et notamment l'usage du syriaque comme langue liturgique.
Ce dialogue se déroule en particulier dans le cadre d'une série de consultations non officielles à l'initiative de la Fondation Pro Oriente, organisme dépendant du diocèse catholique de Vienne en Autriche à partir de 1994.
Ces rencontres rassemblent des représentants d'Églises de tradition syriaque occidentale (Église syriaque orthodoxe, Église catholique syriaque, Église malankare orthodoxe, Église catholique syro-malankare, Église maronite) et de tradition syriaque orientale (Église apostolique assyrienne de l'Orient, Ancienne Église de l'Orient, Église catholique chaldéenne, Église catholique syro-malabare).
Ce dialogue porte à la fois sur la mariologie et la christologie ; il s'agit d'un côté de l'identification de la Vierge Marie à la Theotokos, et de l'autre du rapport entre l'humanité et la divinité du Christ tel que défini dans le symbole de Chalcédoine.

## Historique
- Juin 1993 Ire Consultation à Vienne
- Février 1996 IIe Consultation à Vienne
- 8-11 juillet 1997 IIIe Consultation à Mundelein, près de Chicago
- Février 2000 IVe Consultation à Vienne
- Février 2002 Ve Consultation à Vienne
- Mars 2003 VIe Consultation à Vienne
- 4-7 octobre 2004 VIIe Consultation à Changanassery au Kerala
- 19-16 novembre 2007 Ier Colloquium syriacum à Salzbourg : «Les Eglises syriaques à la rencontre de l'Islam : expériences du passé et perspectives futures. »
- 19-6 novembre 2009 IIe Colloquium syriacum à Vienne : «Chrétienté syriaque au Moyen-Orient et en Inde aujourd'hui : contributions et défis. »
- 19-11 novembre 2011 IIIe Colloquium syriacum à Vienne : «Les chrétiens du Moyen-Orient face à de nouveaux défis. »
- 19-22 septembre 2013 IVe Colloquium syriacum à Vienne : «Vers une culture de la coexistence dans les sociétés pluralistes au Moyen-Orient et en Inde. »

## Les difficultés du dialogue entre l'Église syriaque orthodoxe et l'Église assyrienne de l'Orient
Lors de la troisième rencontre du « Dialogue Syriaque » en 1997, il fut annoncé que les patriarches Mar Ignace Zakka Ier Iwas et Mar Dinkha IV avaient « décidé de nommer une commission bilatérale pour étudier les moyens de parvenir à un rapprochement entre les Églises ». En outre, le patriarche Mar Dinkha IV fit savoir que le Synode de l'Église assyrienne de l'Orient tenu le mois précédent avait décidé de retirer des livres liturgiques les anathèmes et les condamnations contre Cyrille d'Alexandrie et Sévère d'Antioche et d'inaugurer un programme bilatéral afin de progresser vers l'union ecclésiale complète des deux Églises.
Le 2 mars 1998, les deux patriarches se réunirent au monastère de Mar Maroun à Annaya, Liban, et firent de nouveaux progrès dans le dialogue entre les deux Églises.
Cependant, le dialogue est devenu plus difficile depuis la réunion des Églises orthodoxes orientales convoquée par le patriarche copte orthodoxe, Chenouda III, fin mars 1998, qui décida que toutes les Églises orthodoxes orientales devraient agir ensemble dans le dialogue théologique (et non s'engager dans des discussions bilatérales) et condamna les doctrines de Diodore de Tarse, Théodore de Mopsueste et Nestorius,.